# Château d'Esquelbecq
Le château d'Esquelbecq est un château français situé sur la commune d'Esquelbecq, dans le département du Nord et la région des Hauts-de-France. Le château est classé monument historique depuis 1987.

## Description
Le château d'Esquelbecq est l'un des derniers châteaux flamands dans la région. Situé sur la grand-place du village, en face de l'église dont l'origine remonte au Xe siècle, le château a conservé son plan d'origine : un quadrilatère à huit tours et pignons à pas de moineaux, entouré de larges douves. Sa masse et ses tours impressionnent : 800 m2 habitables, entourés d'un terrain de sept hectares, dont un hectare de jardin et cinq hectares de parc paysager.

## Historique
Les premières mentions de la seigneurie d’Esquelbecq remontent au XIIIe siècle. Mais c'est après la guerre d’indépendance des Pays-Bas contre l’Espagne que le châtelain et ses héritiers entreprennent la reconstruction du village, de l’église et du château. Les dates les plus anciennes inscrites sur le bâti du domaine sont 1590, sur la commanderie, et 1606, sur le colombier. Le jardin à la flamande date également du XVIIe siècle,.

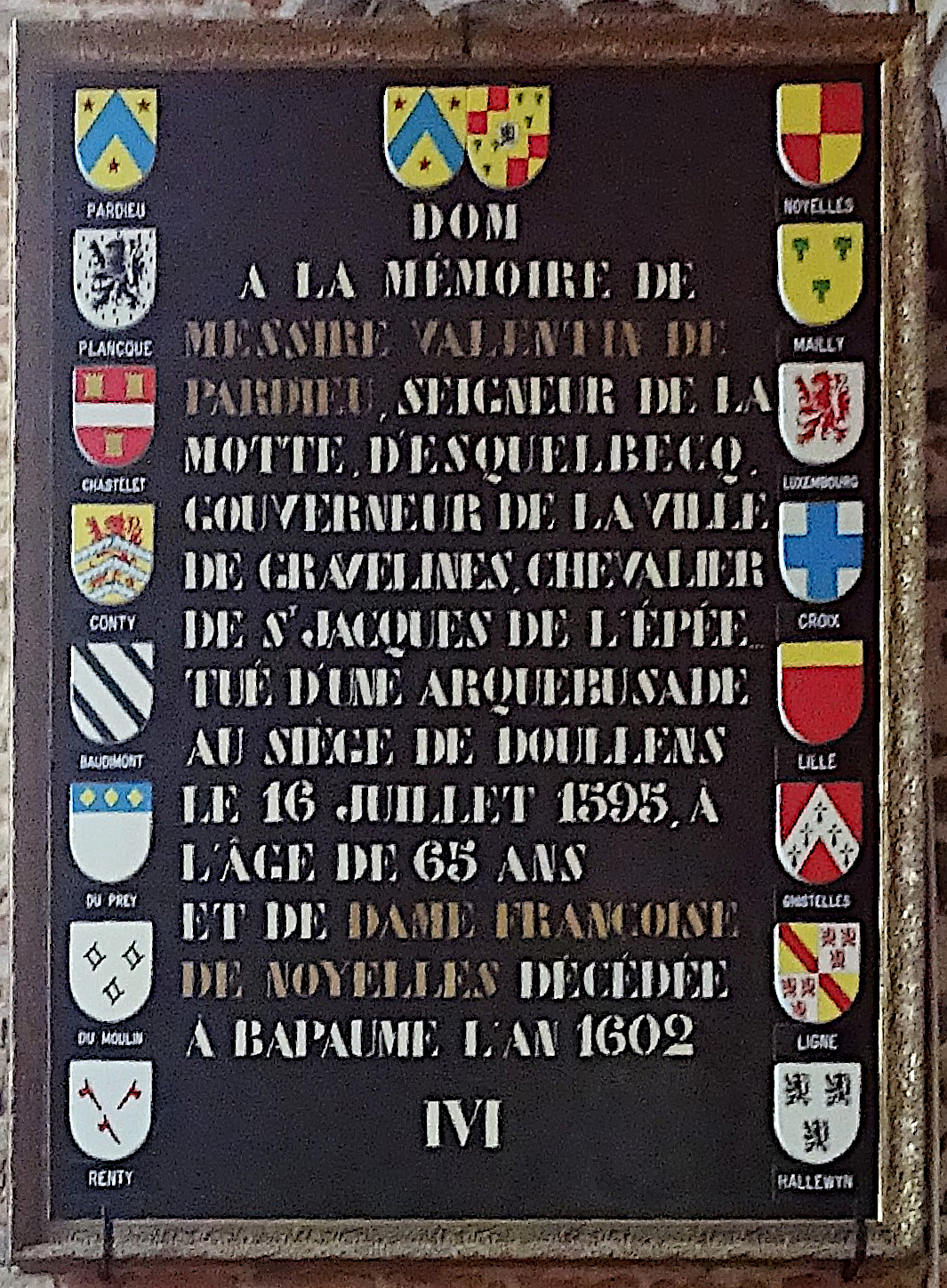
« Deo optimo maximo » à la mémoire de Valentin de Pardieu, seigneur de la Motte en l'église Saint-Folquin d'Esquelbecq.

Le château restera dans la famille : Jean, Gérard, Jean, Gauthier… Jeanne qui épousera Louis d’Hallewyn. On peut penser que les d’Hallewyn, seigneurs français furent contraints de vendre leurs biens en Flandre alors sous la domination espagnole. Cette vente eut lieu le 4 février 1584 (vente approuvée par Philippe II le 18 février), l’acheteur et nouveau seigneur et « comte » d’Esquelbecq n’était autre que Valentin de Pardieu, né à Saint-Omer, gouverneur de Gravelines, seigneur de la Motte. Il meurt au siège de Doullens le 16 juillet 1595, n’ayant aucun héritier. Valentin de Pardieu avait fait campagne avec les armées de Charles Quint.
C’est à Philippe Levasseur ou Le Vasseur, seigneur de Guernonval, son neveu que Valentin de Pardieu donna ses terres par testament du 13 août 1592.
Propriété de la famille de Guernonval depuis le début du XVIIe siècle, des travaux de remaniement ont lieu vers la fin du XVIIIe siècle. Mais les dégâts matériels causés par les troubles révolutionnaires et l’endettement de la famille de Guernonval laissent le domaine en détresse.
En 1821, Charles de Bethisy, gendre de Henri-Louis de Guernonval, vend la propriété en état avancé de dégradation à Louis Colombier-Batteur, industriel textile de la région, retiré des affaires. Il va se consacrer à la restauration du château et au relèvement de la tour de guêt, ainsi qu'à la création du parc paysager, tout en doublant la superficie du domaine. Le domaine échoit ensuite par héritage à la famille Bergerot, propriétaire entre 1851 et 1941, qui en assure l'entretien et remporte plusieurs prix agricoles pour la gestion du domaine et la qualité d’entretien du jardin à compartiments.
Entre 1940 et 1944, le domaine est occupé par les Allemands. Après la Libération, en juin 1944, le château et ses dépendances sont inscrits à l’inventaire des Monuments historiques.
La famille Morael achète le château en 1946 et en fait une maison de famille.
En septembre 1984, le donjon du château, qui avait été surélevé au fil des siècles, s'effondre sur une aile du bâtiment, ce qui détruit deux des trois salons. L'événement rend le château inhabitable. De ce fait, la construction se dégrade rapidement, bien qu'elle ait été classée Monument historique en 1987.
La famille Tamer-Morael entreprend dans les années 2000 une première phase de restauration : reconstruction de l'aile nord, puis en 2015 réfection des toitures.
Le château connait une nouvelle vie depuis 2016, après que le châtelain eut décidé de consacrer la quasi-totalité de son temps à compléter les travaux effectués par ses parents, avec pour objectif d'ouvrir le domaine au public. Une première étape est franchie en 2016 avec l'ouverture des jardins. En 2018, une partie de l'aile nord, dont les salons de marbre et des quatre saisons, a été rendue accessible au public avec une exposition sur l'histoire du château.

Galerie
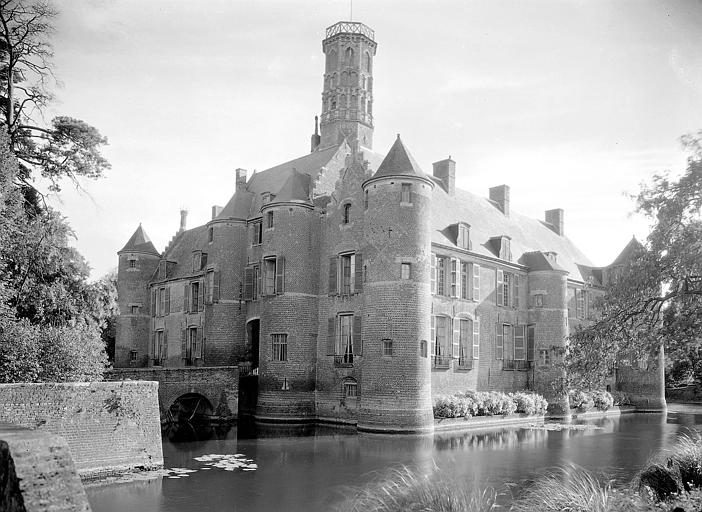
Le château et son donjon vers 1925.
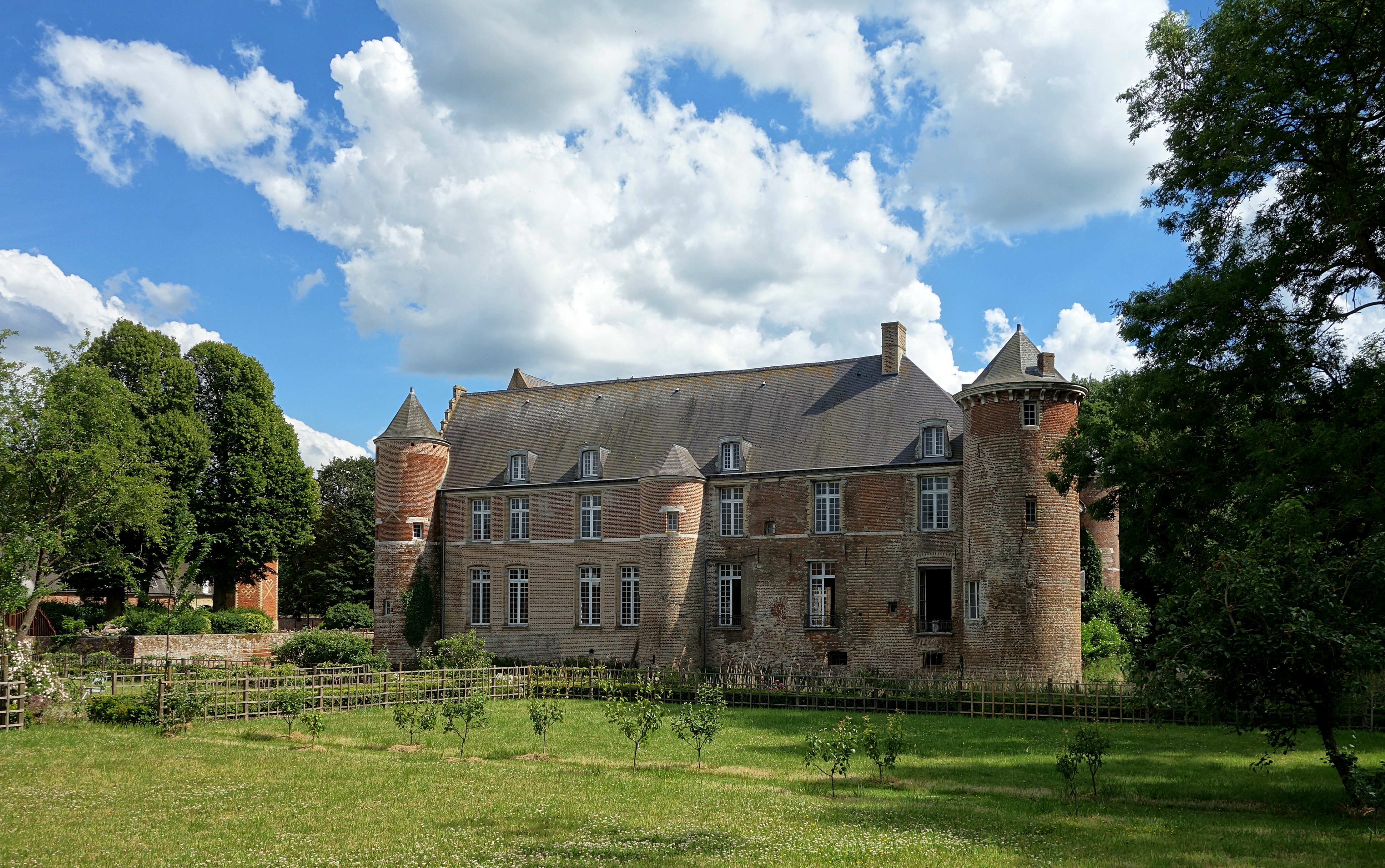
La zone rénovée est l'endroit où le donjon s'est effondré en 1984.
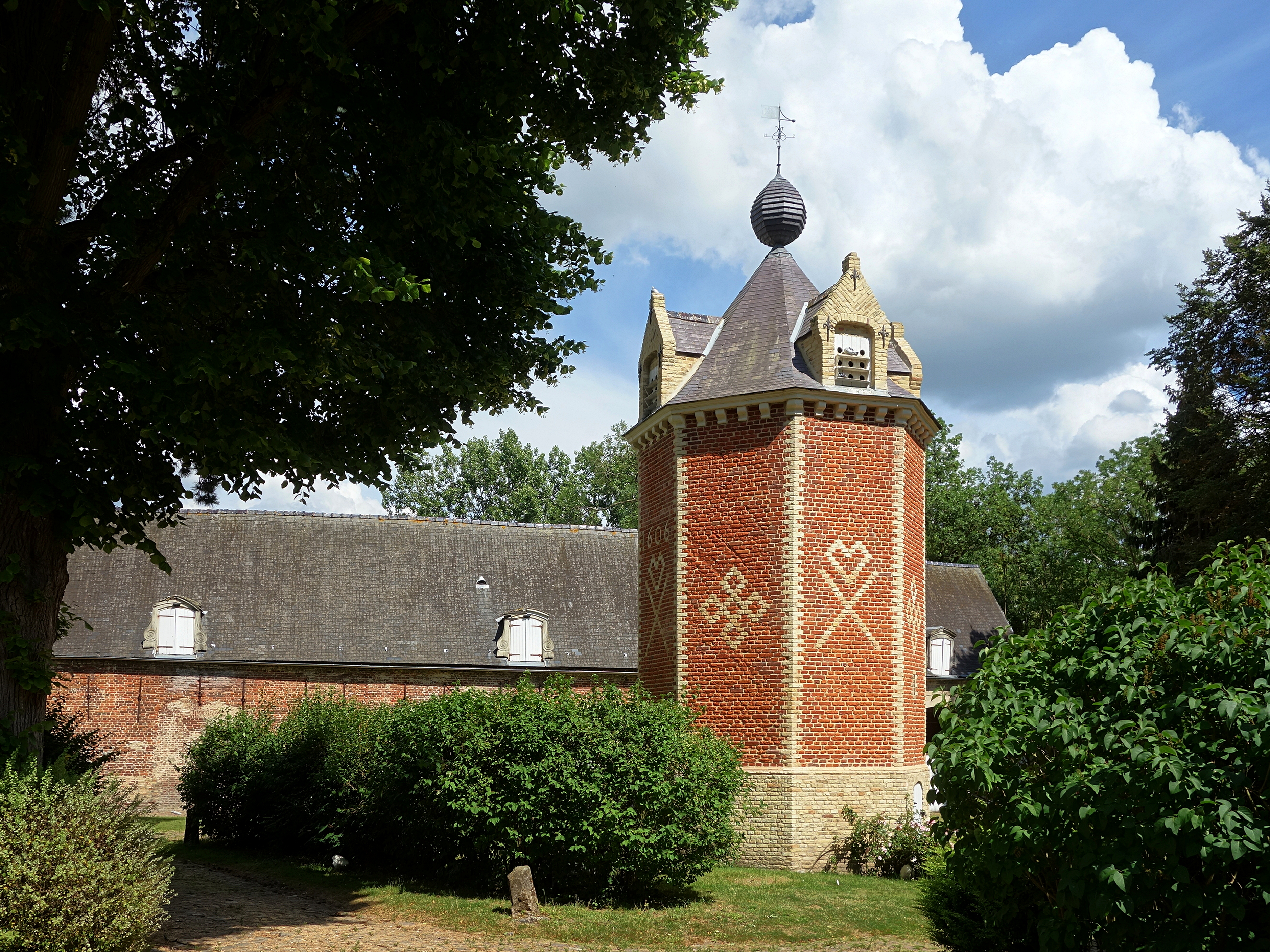
Le pigeonnier de 1606.
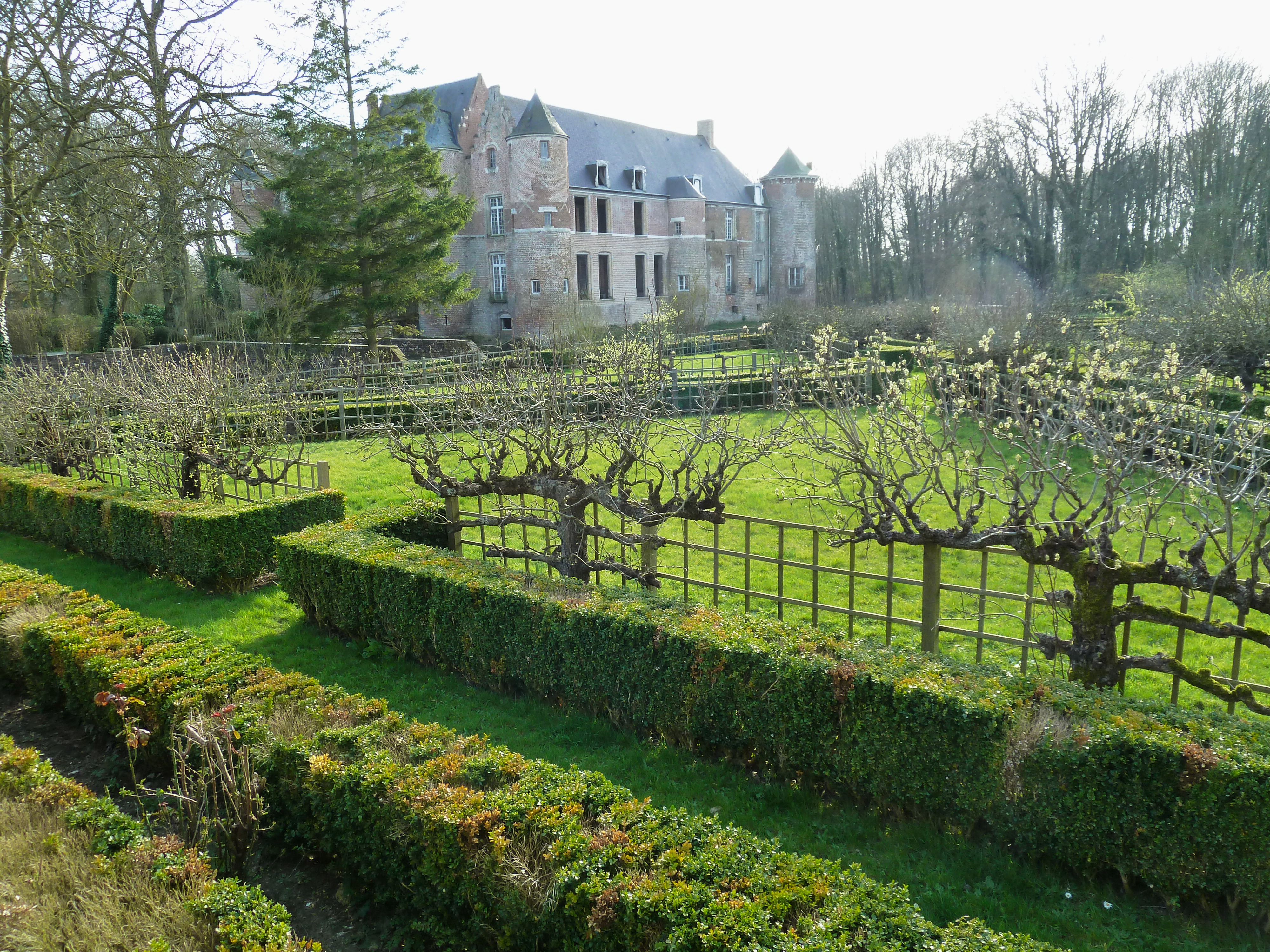
Les jardins.
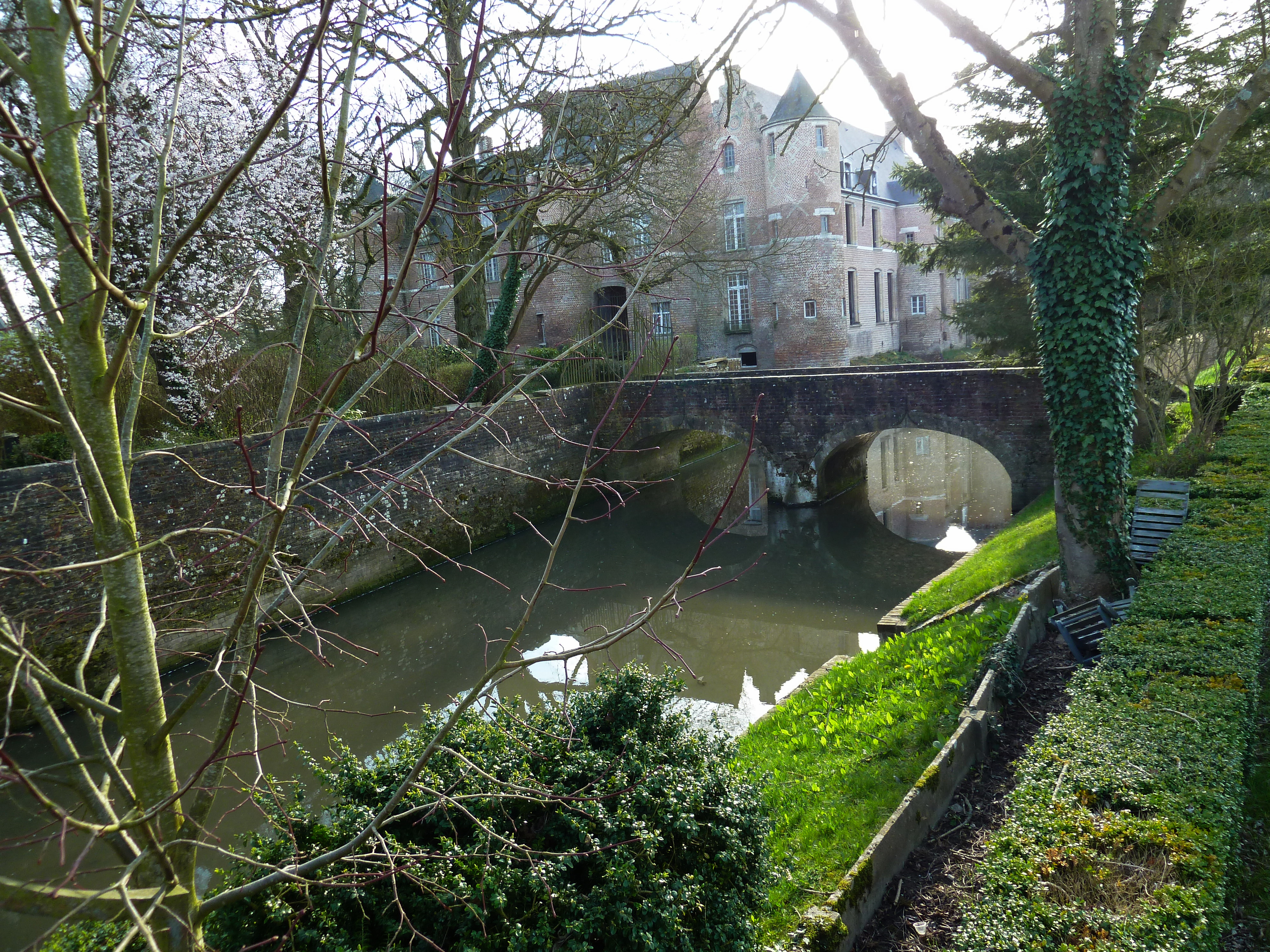
L'Yser au château d'Esquelbecq.

### Articles liés
- Liste des châteaux du Nord
- Liste des monuments historiques du Nord